# 全国生協労働組合連合会
全国生協労働組合連合会（ぜんこくせいきょうろうどうくみあいれんごうかい）は全国の生活協同組合（生協）やその関連企業の労働組合が加盟する連合体である。略称は、生協労連（せいきょうろうれん）。全国労働組合総連合（全労連）に加盟している。

## 概要
- 中央執行委員長：柳恵美子
- 本部：東京都渋谷区千駄ヶ谷4丁目1番9号　南部ビル3階

組合員は生協やその関連企業の正規雇用職員のほか、パートタイム、アルバイトなどの非正規雇用職員、その他関連労働者である。各地の生協の労働組合が早くからパート労働者を組織してきたことから、組合員数の3分の2をパート労働者が占めていることが特徴である。
2012年12月4日現在の組合員数は152単組の67,783人。内訳は正規の18,239人・その他の月給者は2,789人・パートは46,227人・介護ヘルパーは483人である。
生協労連の「運営の三原則」中に「一致点での団結」というものがある。実際にこれが組織拡大や、全労連の結成の中でも大きな組織分裂を起こさなかった事に影響を及ぼしている。
機関紙は「生協のなかま」。

### 歴史
生協の労働組合は1947年の東大生協労働組合の結成を始めとして、各地の生協で組合が設立される。全国組織も1957年に全国大学生協労働組合協議会（大学生協労協、23単組、約900人）が、1960年には日本生協労働組合協議会（日生協労協、36単組 約2,400人）が設立された。この二つの組織は1968年9月8日に組織統合し、全国生協労働組合連合会となった。組合員数は約6,100人、この時の生協労働者は約1万5,000人で、組織率は約40％。ちなみに、結成当時は約2,000人が兵庫県の灘生協の労働者であった。
当初は正規雇用職員が組合員のほとんどであったこともあり、正規雇用者のための運動がほとんどであった。1970年代に入ると、流通産業を中心にパートタイム労働が広まるが、その労働条件は劣悪なものであった。だが、パート転換による合理化で、生協労連は正規職員を守る活動が中心となり、パート労働者のための活動はほとんどなされなかった。その中でパート労働者は地元の合同労働組合などで組織作りをしていった。
生協労連は1974年の第7回定期大会で「パート・アルバイトの組織化」を決定。以降、これらの組合などと交流をするようになる。1980年10月、生協労連にパート部会が設立、加盟は27単組、約4,000人であった。1982年パート部会は全国生協パートタイム労働者懇談会（パート懇）に改組し、生協労連から独立した。これは生協労連との決別ではなく、実際に生協労連と協調しつつ、運動、組織拡大を進めていった。
1989年の全労連の結成以後、生協労連とパート懇の組織統合の機運が高まる。1990年の第23回定期大会でパート部会復活の議論がなされた。そして1995年10月30日、パート懇と並び立つ形でパート部会が再開される。その後、全労連の全労連パート臨時労組連絡会の結成への主導的な取り組みへとつながっていった。
2012年には中央執行副委員長だった北口明代が中央執行委員長として就任、初の非正規出身誕生となった
。

## 歴代の中央執行委員長
- 桑田富夫（・〜2012年）[4]
- 北口明代（2012年〜2018年）
- 柳恵美子（2018年[5]〜）